# 勃起功能障碍
勃起功能障碍（erectile dysfunction），俗稱，為男子性功能障碍的一种，其特徵在於陰莖在性行為期間無法勃起或維持勃起:538-39。勃起功能障礙可能會影響心理，因為它與自我形象有關。
約8成勃起功能障碍個案為生理問題所引起，像是心血管疾病、糖尿病、前列腺切除術所致的神經問題、性腺功能低下症、药物不良反应。約1成為心因性勃起功能障碍，其因個體的感受或思想所引起。安慰劑治療對後者有著強烈的效果。
改變生活方式，解決根本原因、心理社會問題為勃起功能障碍的治療重心。大部分案例皆可嘗試以像西地那非般的PDE5抑制劑來治療。其他治療方式有經由尿道灌注前列腺素、往陰莖注射平滑肌鬆弛劑和血管擴張劑、植入阴茎假体、使用陰莖泵、進行心血管治療。它是最常見的男性性問題。

## 俗名
勃起功能障碍又稱陽萎、六點半、快槍俠、微軟、舉弱、軟男、不舉。

## 症狀和體徵
勃起功能障礙的特徵在於陰莖反復或時常無法勃起或維持勃起:538-39。其在醫學上的定義為：「至少在3個月內，陰莖持續或反复地無法達至足以維持滿意的性生活所需的硬度」。

### 心理影響
勃起功能障碍通常會對男性及其伴侶的情緒健康產生影響。許多患有此病的男性由於覺得尷尬而不去尋求治療。約75%經確診患上勃起功能障碍的患者選擇不去治療它。

## 病因
- 藥物的副作用（比如选择性5-羟色胺再摄取抑制剂（SSRIs）[13]、Β受体阻滞剂、α-2腎上腺素拮抗劑、噻嗪類利尿劑、激素調節劑、5-alpha還原酶抑制劑（英语：5α-Reductase inhibitor）[11][10]）
- 神經源性疾病（比如糖尿病神經病變、颞叶癫痫（英语：Temporal lobe epilepsy）、多发性硬化症、帕金森氏症）[11][10][14]
- 海綿體疾病（比如佩羅尼氏病）[11][15]
- 由催乳素瘤導致的高乳促素血症（英语：Hyperprolactinaemia）[11]
- 心理上的原因：臨場表現焦慮（英语：Stage fright）、壓力以及心理疾病[16]
- 手術[17]
- 年老：與40多歲男性的相比，勃起功能障礙的盛行率於60多歲時多4倍[4]
- 腎功能衰竭
- 生活方式：吸煙是勃起功能障礙的主要成因之一[3][18]。吸煙導致勃起功能障礙的原因在於其會促使動脈硬化[19]。

一些手術可能會去除了維持勃起所必需的身體部分、損傷神經以及對血液供應構成壞影響。勃起功能障礙是常見於前列腺癌治療的併發症，會造成勃起功能障礙的治療包括前列腺切除術和远程放射治疗，儘管前列腺不是維持勃起的必須條件。腹股溝疝修補術在大多數情況下可以使術前患上性功能障礙的患者的性生活恢復正常，對大多數術前性生活正常的人則沒有影響。
勃起功能障礙可能與騎自行車有關，因為其會壓迫神經和血管，從而誘使其出現問題。騎自行車可能使相關風險增加約1.7倍。
2015年的一篇综述指出，觀賞色情作品會導致勃起功能障礙的疑慮尚未在流行病學研究中得到證實。

## 病理生理學
現有兩種机制會使陰莖勃起。其中一種為反射性勃起，其通過直接刺激陰莖根部來達至。另一種則為心因性勃起，僅通過色情物或情感刺激便可達至之。前者主要是依賴周圍神經和脊髓下部來實現，後者則依賴大腦的邊緣系統。儘管兩者有著以上差異，但它們皆需一整個完好的神經系統才能維持之。刺激陰莖根部的神經最終會導致內皮細胞釋放一氧化氮，使陰莖海綿體的平滑肌放鬆，陰莖因此而勃起。此外勃起机制還需要足夠水平的睾酮（由睾丸產生）和完好的腦下垂體才能健康發展。由此可見，荷爾蒙缺乏症、神經系統疾病、陰莖缺乏足夠的血液供應和心理問題皆有機會使人出現勃起功能障礙的情況。脊髓損傷常導致性功能障礙，包括勃起功能障礙。血管内皮损伤常跟冠狀動脈疾病有關，且可能會使血流受限，但該些损伤也有可能是長時間暴露於強光下所致。

## 诊断
在大部分個案中，診斷者可依據求診者的症狀史作診斷。部分個案則會進行體檢和血液检查，以排除像催乳素瘤和性腺功能低下症般的嚴重疾病。
診斷者在診斷的初期時就應區分勃起功能障碍是生理還是心理因素所致。確定陰莖能否出現非自主勃起也是非常重要的，因為這有助於評估勃起功能障碍為心理因素所致的可能性。比如若睡著時出現了陰莖勃起，則往往顯示當事人與勃起有關的組織功能完好。同樣若當事人用手刺激時陰莖能夠勃起，或出現任何的臨場表現焦慮，則皆可能表示其所患上的勃起功能障碍是心理因素所致。
糖尿病為其他會引起勃起功能障碍的因素。勃起功能障碍也跟不良飲食習慣、健康狀況欠佳、肥胖、心血管疾病有關 。對血脂異常、高血壓、吸煙、酗酒等心血管風險因子進行甄別也有一定幫助 。
對於部分特定個案，檢查求診者有沒患上以前尚沒確診的腹股沟疝有一定幫助，因為它會影響男性性功能，且相對容易治癒。

### 醫學超音波檢查

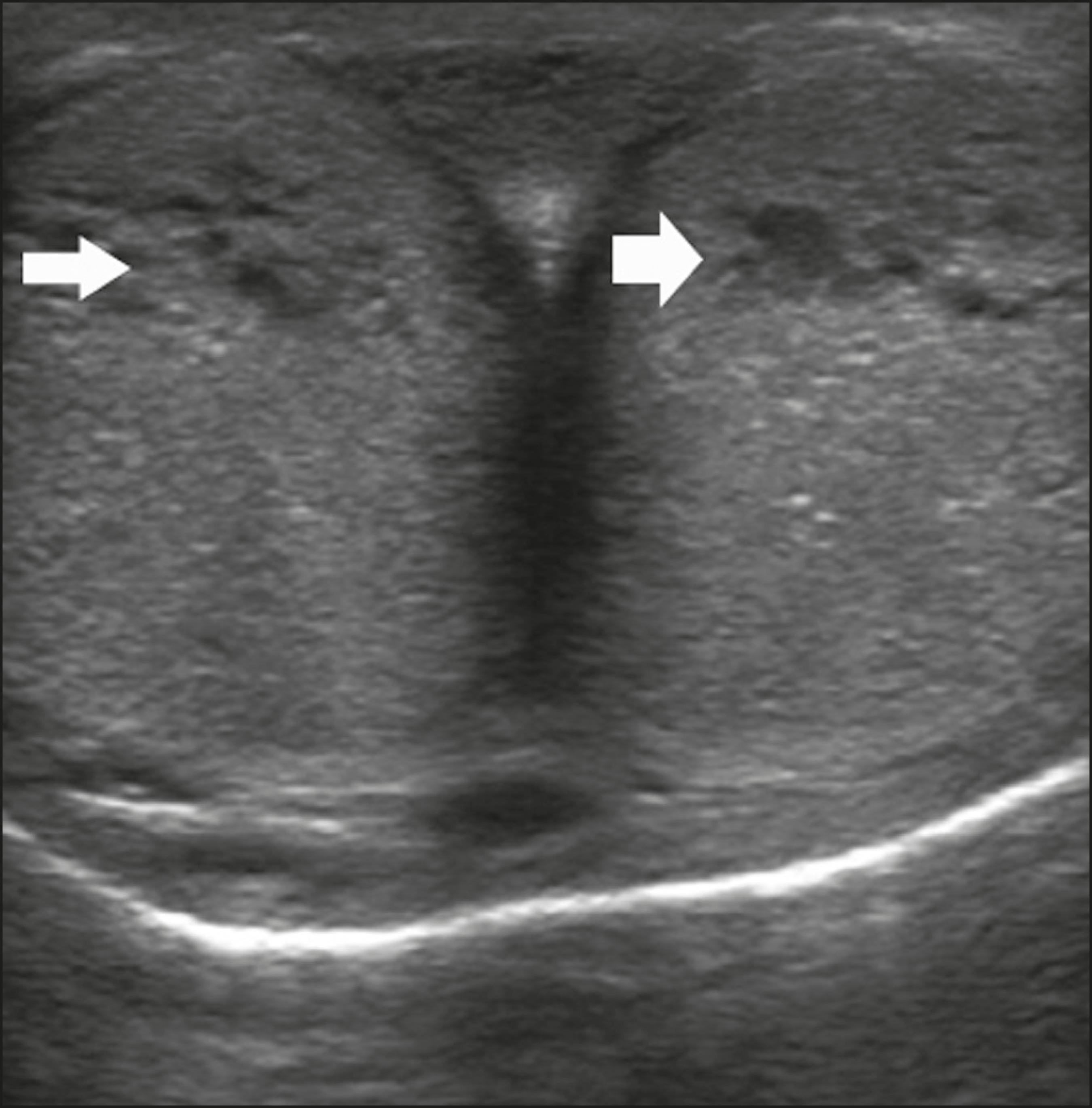
一幅展示了陰莖腹面观的超聲圖像。它於注射前列腺素E1的15分鐘後獲得，箭頭所示的是擴張了的血竇。

多普勒超音波检查可用以檢驗陰莖在勃起後的狀態。大部分器質性勃起功能障碍跟陰莖海綿體的血流改變有關，當中又以動脈阻塞性疾病為代表，其大多因動脈粥樣硬化所致；靜脈閉塞機制失效也會引致血流改變。在多普勒超聲檢查之前，應以B模式檢查陰莖，以此甄別其有沒出現腫瘤、纤维斑块、钙化、血肿，以及評估海绵體动脉的形態，以此推測其判斷其是否出現曲折或動脈粥樣硬化的情況。
可通過注射10-20µg的前列腺素E1來誘使陰莖勃起，隨後在接下來的25-30分鐘內每5分鐘檢查動脈血流一次。前列腺素E1對於易感陰莖異常勃起（例如鐮狀細胞貧血症患者）、陰莖解剖畸形、已植入陰莖假體的患者而言是禁忌的。此外通常也會施用2mg的苄胺唑啉。在此之上若配合視覺和触覺刺激，效果便會更佳。一些著者建議在求診者伴發禁忌症的情況下，以口服西地那非來代替注射藥物，但此建議的效果仍存有爭議。
在注射上述药物之前，血流模式具有单相、低收縮期流速、舒张期流動欠奉的特點。在注射药物後，可預計收縮期和舒张期的最大流速會上升，然後舒张期流速會因靜脈漸漸閉塞而減少，當陰莖變得堅硬時相關結果更會呈陰性。不同研究給出了不同的動脈血流流速參考值，從>25cm/s至>35cm/s不等。若大於35cm/s，則顯示當事人沒患上動脈疾病；若少於25cm/s，則表示動脈供血不足；若介乎25cm/s-35cm/s之間，結果會因欠顯著性而不能太確定是何者。獲得的數據應與所觀察到的勃起程度畫上聯繫。如果收縮期最大流速正常，則應評估最終的舒張期流速。大於5cm/s的舒張期流速跟靜脈性勃起功能障碍有關。

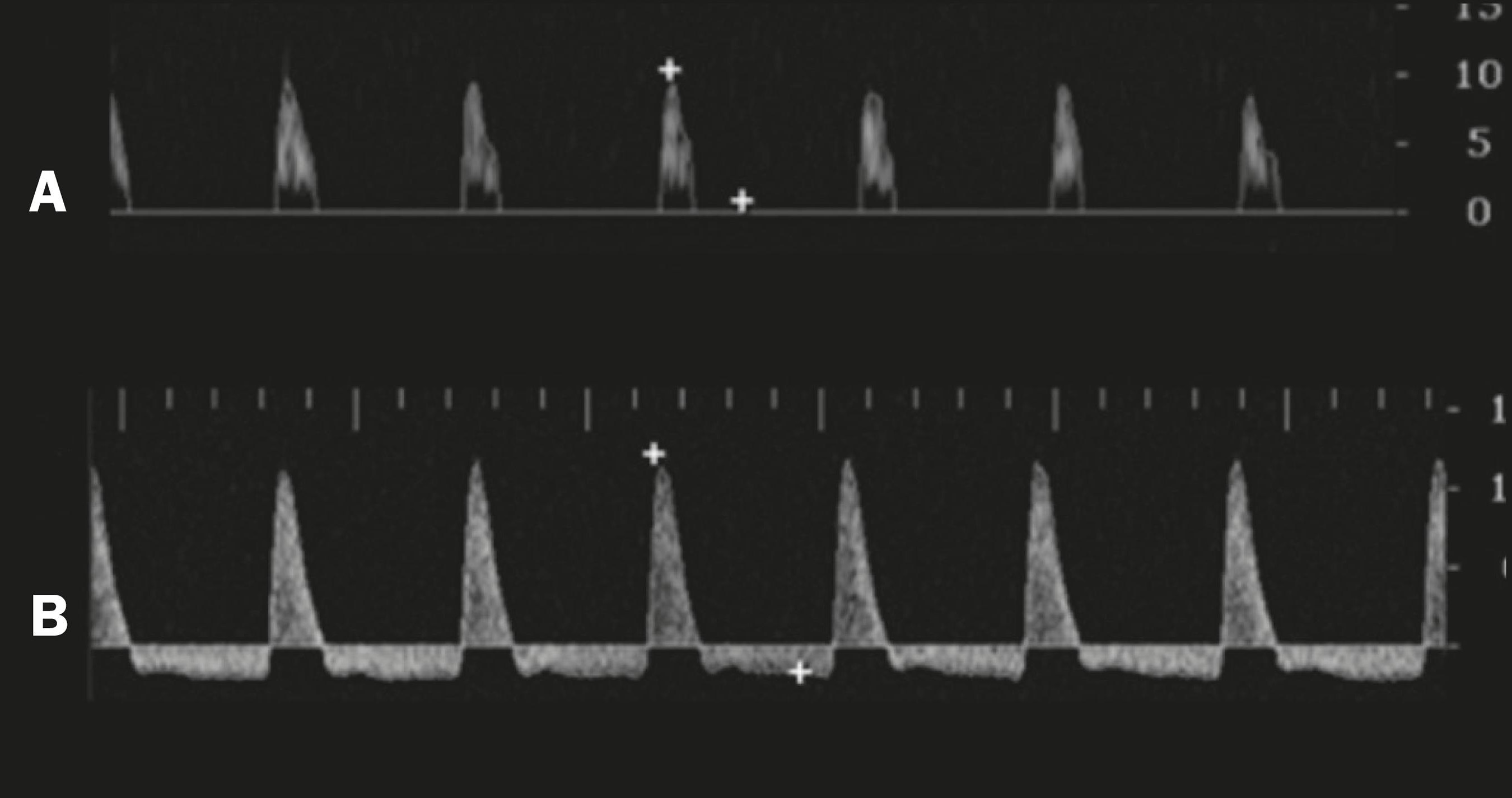
以彩色多普勒血流显像仪檢查勃起時海綿體動脈的血流模式的結果。A：陰莖處於疲軟狀態時的多普勒血流图：單相流動、舒張期時流動欠奉。 B：注射前列腺素25分鐘後收縮期流量增加、舒張期流向反轉[28] 。
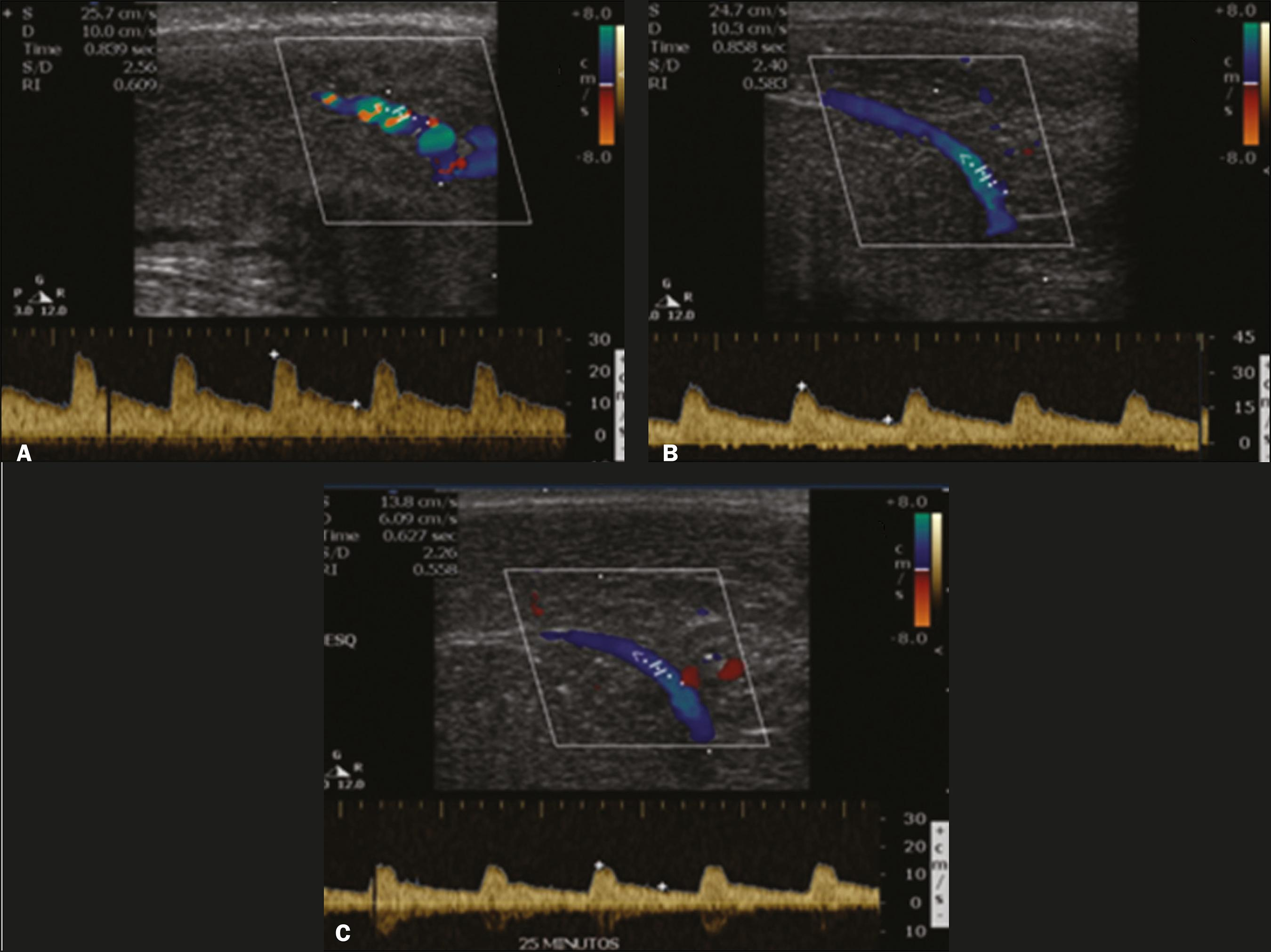
注射前列腺素後以超声多普勒血管显像仪對海綿體動脈進行檢查的結果（A、B、C分別為注射後5分鐘、15分鐘及25分鐘的結果）。在圖中的例子中能發現海綿體動脈血流低於預期水平（至少25-35cm/s），顯示其勃起功能障礙跟動脈供血不足有關。

### 其他診斷方法
阴茎神经功能
球海绵体肌反射测试可以检查阴茎功能，内科医师挤压龟头，如果神经功能正常，则肛门就会收缩。医师将戴手套的手指插入比较挤压前后肛门收缩反应的时间。还有特殊的神经测试，看患者因为糖尿病或神经疾病引发的神经损伤。
夜間阴茎勃起
男人夜里睡眠中通常会有5到6次的勃起，特别是在快速動眼期。如果没有的話就说明有神经疾病或血液供给问题。有两种方法可以测量阴茎硬度和直径，就是外径规测量和变形测量。夜間勃起時，陰莖會經常性地發生抽動，平均2至5分鐘發生一次，此為「恥尾骨肌收縮」的反應。這種收縮會使半勃起狀態的陰莖充分勃起，或使疲軟的陰莖再勃起，此時夜間勃起也能達到可性交的硬度。醫學上認為夜間「恥尾骨肌收縮」可以達到無意識的性高潮。陰莖自發性抽動時，最容易發生排精，亦是所謂的「夢遺」。
阴茎生物振动
这个试验用电磁振动评估阴茎海绵体的敏感度和神经功能，降低振动有可能表明骨盆区知觉神经损伤导致阳痿。
阴茎海绵体动态测压
以特定的速度和壓力將液體泵入陰莖的技術，用以測量勃起過程中陰莖海綿體的血管所承受的壓力。
阴茎海绵体测压
用以測量陰莖海綿體的血管所承受的壓力。當中會把鹽水經由蝴蝶針注入陰莖海綿體，然後以維持勃起所需的流量來顯示靜脈滲漏的程度。此外亦可通過注入生理鹽水和X射線造影劑的混合物來進行阴茎海绵体造影。
磁共振血管成像
其跟核磁共振成像類似；磁共振血管成像利用磁場和無線電波來繪製血管的詳细成像。醫師可能在患者的血液中注入「造影劑」，用以使血管更加清晰可見。

## 治療
治療方案因成因而異。對於中年人而言，體能鍛煉能有效預防勃起功能障碍，當中以有氧訓練更為有效；不過其對勃起功能障碍的治療效果則仍待研究:6、18–19。咨询可用於減低當事人的壓力或性焦慮，因此有助於治療心因性勃起功能障礙。勃起功能障碍的一线治疗方案是使用陰莖泵和服用口服藥物:20、24，二线治疗則為植入陰莖假體:25–26。高血脂和高血壓治療能對於某些心血管疾病引起的勃起功能障碍是有益的。除了陰莖假體植入手術以外，其他的治療並不能從根本解決勃起功能障礙，但其他治療方式仍有助於勃起。

### 藥物治疗
像西地那非（威而鋼/萬艾可）、伐地那非（艾力達/立威大/樂威壯）、他達拉非般的PDE5抑制劑是適用於治疗勃起功能障碍的口服處方藥物:20–21。截至2018年，西地那非在英國可以不經處方就能獲得。一種混合了前列地爾和渗透促进剂N，N-二甲氨基异丙酸十二烷酯膏（DDAIP）的乳膏已被加拿大當局批准上市，視其為治疗勃起功能障碍的一线藥物。往陰莖注射像罂粟碱、苄胺唑啉、前列腺素E1般的藥物亦可對其產生治療作用:25。除了注射之外，前列腺素E1（前列地爾）還有栓剂版本，往尿道放入後可使當事人於10分鐘內勃起，效果持續1小時。治療勃起功能障碍的藥物有機會使使用者出現陰莖異常勃起的副作用。威爾鋼或其他PDE5型的藥物引起一般副作用包括於頭痛、消化不良(胃食道逆流、腹脹)、視覺異常(視力模糊、顏色異常、光感度異常)、鼻塞、肌肉痠痛、過敏。而嚴重的副作用有心臟病發作、中風、心律不整、非動脈炎性前部缺血性視神經病變。

### 陰莖泵
真空吸引器通過施加負壓來幫助血液流入陰莖。此類裝置有時會被稱為陰莖泵，並可在性交之前使用。美國食品藥品監督管理局認可的真空吸引器可通過醫師處方獲得。當藥理治療失效時，便可使用經專門設計的外部真空泵來幫助陰莖勃起；使用時亦需把压缩环安於陰莖上，用以使其固定。此類吸引器應跟沒有壓縮環的泵區分開來，且一般用作「增長陰莖」（然而臨床證實其不能增長之。）和輔助自慰之用。硬性陰莖假體，以至陰莖充氣假體這兩款治療輔助器材皆可透過手術植入之。

### 睾酮
睾酮水平低下的男性有機會患上勃起功能障碍，故此使用睾酮將有助其維持勃起。與沒有患上糖尿病的男性相比，患上二型糖尿病的男性睾酮水平有兩倍機會相對低下，並有三倍機會患上勃起功能障碍。

### 手術治療
當其他治療方案皆欠效果時，便很有可能會施行最終治療手段——植入陰莖假體，即把棒狀人工陰莖體植入到男性陰莖海綿體內:26。此外亦可能會施行「陰莖靜脈截除術」。

### 替代醫學
美國食品藥品監督管理局並不推薦使用替代療法來治療勃起功能障碍。儘管許多保健產品標榜自身為「草本偉哥」和「增強性能力的天然物」，但迄今仍沒有臨床實證或科學研究支持該些產品能有效治療勃起功能障礙，且它們許多摻雜了類似於西地那非的合成化合物。美國食品藥品監督管理局曾對消費者們作出警告，指任何聲稱能增強性能力的產品皆有可能出現這種情況。

## 歷史

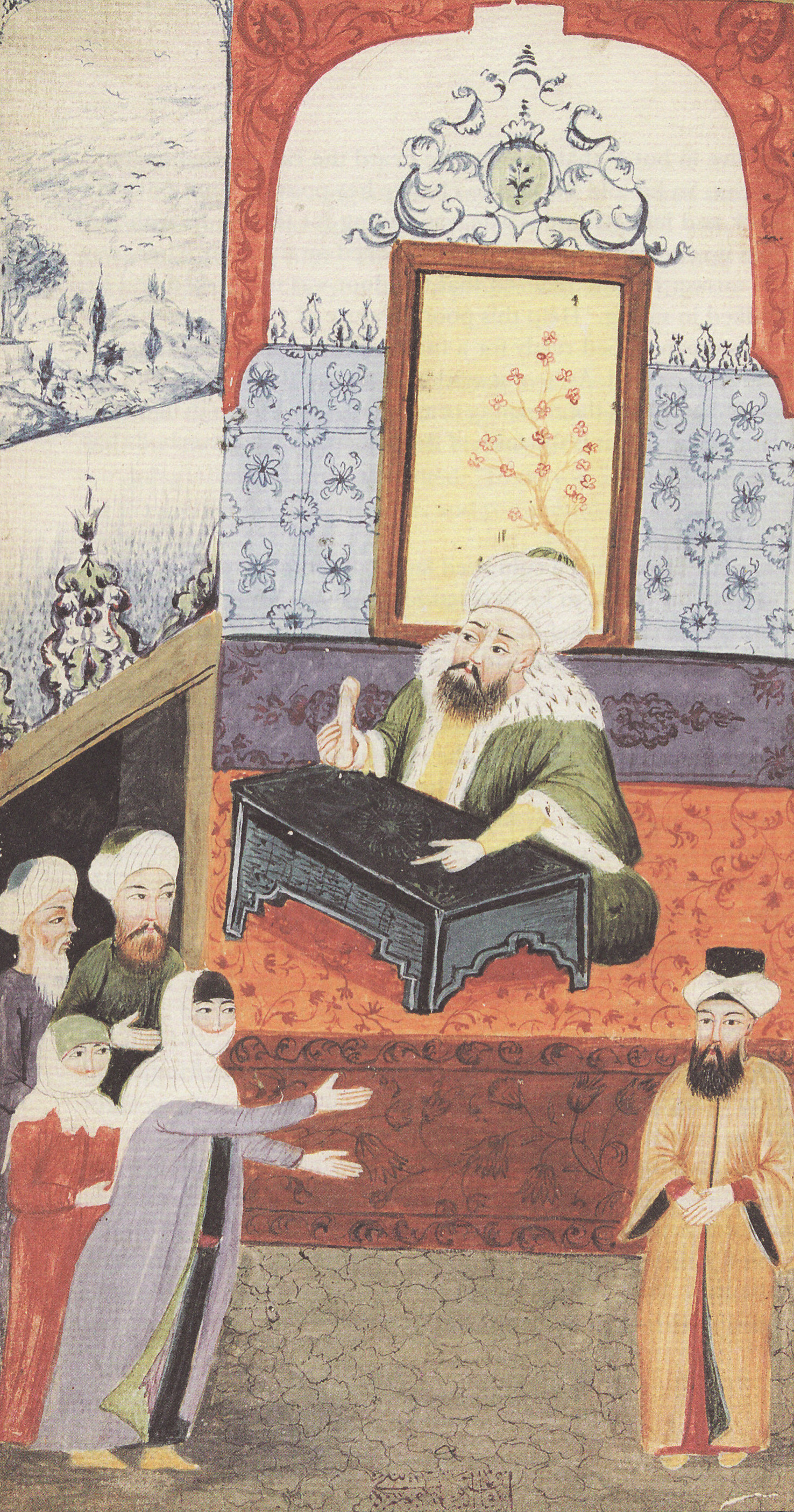
一名妻子正在對穆斯林國家的法官抱怨其丈夫患有勃起功能障礙（以奧斯曼帝國為背景）

人們對治療勃起功能障碍的嘗試至少已有1000年歷史。在8世紀期間，古羅馬和希臘的男性會帶著以公雞和山羊的生殖器製成的護身符，因為他們相信這有催情及改善性功能之效。在13世紀，艾爾伯圖斯·麥格努斯建議以食用狼陽具的方式來治好這一疾病。
在16世紀末至17世紀期間，法國認定勃起功能障碍為眾多罪行的一種，兼認定其是離婚的合理法律依據。法院專家會於當時檢查涉事男性能否正常勃起，此一行為直到1677年才以猥褻为由遭到禁止。
文森特·瑪麗·蒙達特（Vincent Marie Mondat）於19世紀初開發了被稱為陰莖泵的真空吸引器。五旬节牧师吉丁·奥斯本（Geddings Osbon）在20世紀70年代開發了一款效果更佳的真空吸引器，其設計靈感源於單車泵。并于1982年得到FDA的批准後，以「ErecAid®」之名推出市面。
在20世紀20-30年代間，約翰·R.布林克利於美國掀起了治療勃起功能障碍的熱潮，他的廣播節目推薦人們使用昂貴的山羊腺體植入物和注射红药水來「重拾雄风」。
勃起功能障碍的現代藥物療法在1983年取得了重大進展。當時英國生理學家賈爾斯·布林德利在向尿动力学學會（Urodynamics Society）發表新藥的途中，当眾脱下褲子，對聽者展示他那因罂粟碱而勃起的陰莖。布林德利的發現為後來安全且有效治療勃起功能障碍的口服藥物的研發奠基。
輝瑞公司研發的口服PDE5抑制劑万艾可於1999年上市後，便成為了勃起功能障碍的一線治療方案，相關地位延續至今。

## 詞彙學
拉丁語「impotentia coeundi」的意思是指陰莖喪失跟陰道接合的能力；現今則較多以更精確的用語代指這種情況，比如「erectile dysfunction」。對勃起功能障碍的醫學研究被泌尿學的一門分支——男科學所涵蓋。研究顯示勃起功能障礙是一種普遍的疾病，約40％的男性自稱至少偶爾地會發生某種形式的勃起功能障礙。此一疾病有時會遭稱為「phallic impotence」。陰莖異常勃起是一種跟它完全相反的疾病。